# Стежарний
Стежарний — (біл. пасёлак Сцежарнае), селище в складі Брагінського району розташоване в Гомельській області Білорусі. Селище підпорядковане Малейківській сільській раді, але через навколишнє радіаційне забруднення в ньому зараз ніхто не живе.
Поселення Стежарний розташоване на південному сході Білорусі, в південній частині Гомельської області, неподалік від районного центру Брагіна (за 9 кілометрів східніше).